# Método Delphi

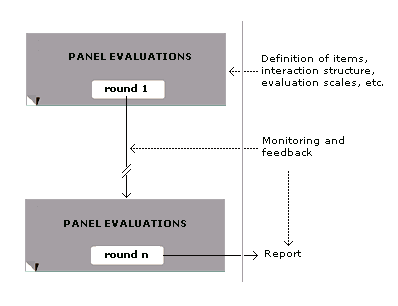
Método Delphi: estrutura de comunicação (em inglês)

O Método Delphi (ou Técnica Delphi) é baseado no princípio que as previsões por um grupo estruturado de especialistas são mais precisas se comparadas às provenientes de grupos não estruturados ou individuais. Cada elemento é assim isolado da influência direta dos restantes (tal característica é uma das principais do Método e é conhecida como antiprotagonismo). Como não ocorre a presença física dos participantes numa reunião, este método pode ser usado quando os elementos do grupo se encontram distantes geograficamente. Apresenta, contudo, alguns inconvenientes, entre os quais o maior consumo de tempo na tomada de uma decisão e a perda dos benefícios associados ao intercâmbio não mediado de ideias proporcionado por outros métodos.
A técnica pode ser adaptada para uso em encontros presenciais, sendo então denominada de mini-Delphi ou Estimate-Talk-Estimate (ETE). O Método Delphi tem sido largamente utilizado para previsões empresariais e tem certas vantagens sobre outras abordagens de previsões estruturadas em mercados preditivos (que baseiam-se fundamentalmente em dados e comportamentos históricos).
A Técnica é frequentemente citada em manuais de gerenciamento de riscos de projetos.
Técnica de Delphi em gerenciamento de projetos:
Trata-se de uma técnica que pode ser usada para obter consenso a respeito dos riscos de um projeto. Note que a técnica de Delphi pode ser usada para obter qualquer tipo de consenso entre pessoas. Não é uma técnica apenas para identificação de riscos. 

O Método Delphi para a tomada de decisão é caracterizado pelas seguintes fases:
1- Identificação do problema, construção do questionário e apresentação dele a cada um dos elementos do grupo;
2- Resposta ao questionário de forma anônima e independente por cada um dos elementos do grupo;
3- Compilação das respostas e sua distribuição pelos membros do grupo acompanhadas do questionário revisto;
4- Resposta ao novo questionário da mesma forma descrita na fase 2, isto é, de forma anônima e independente;
5- Repetição das terceira e quarta fases até se atingir uma solução de consenso.
1. ↑  NUNES, PAULO, http://knoow.net/cienceconempr/gestao/metodo-ou-tecnica-delphi/